# 島村美輝
島村 美輝（しまむら みき、1954年12月1日 - ）は、日本の元俳優、学習塾塾長。本名・同じ。俳優時代までの本名は、島村 徹（しまむら とおる）。別名義・名倉 良（なくら りょう）。
東京都出身。千代田区立麹町小学校、千代田区立麹町中学校、慶應義塾志木高等学校、慶應義塾大学商学部卒業。P&Mに所属していた。

## 人物
新派や新国劇が好きだった父の影響で、4歳より劇団若草に所属。のちに東映児童研修所に移り、本名（島村 徹）で子役として劇場作品や雑誌の表紙モデルなどを多数経験。以後、学業を優先しつつ映画に出演を続け、高校3年のとき『戦争を知らない子供たち』（東宝）に主演。また、この時期より芸名を「島村 美輝」とし、俳優活動を本格的に再開する。
1976年、円谷プロ制作の特撮ドラマ『プロレスの星 アステカイザー』（NET、現・テレビ朝日）のオーディションに合格し、主役に抜擢された。格闘技経験がなかったため、当初はアクションに苦労したという。新日本プロレスの稽古場に通い特訓を重ね、佐山聡やジョージ高野とも親交を持った。3ヶ月ほど経った頃にはアクションもこなせるようになり、一方で役作りについては青春ドラマを意識したナイーブな演技を心掛けたとのこと。
1977年の大学卒業と同時に名倉 良に改名して火曜劇場『幸福のとき』（日本テレビ）で予備校講師を演じるなど俳優活動の一方、テレビの情報番組のリポーターとしても活躍した。
その後、父の稼業を継ぐため芸能活動を停止し、現在は教育コンサルタント「麹町慶進会」の塾長を務める。
2017年、新潟テレビ21制作・放送の特撮ドラマ『炎の天狐 トチオンガーセブン』で久々のドラマ出演を果たした。

## 出演

### テレビドラマ
- 子供の眼（1963年、NET）
- しろばんば（1964年、12CH）
- ある日わたしは（1967年、NTV） - 山崎あきら
- 大河ドラマ/ 元禄太平記（1975年、NHK） - 紀伊綱教
- さやえんどう（1975年、NET） - 落合一作
- TOKYO DETECTIVE 二人の事件簿（1975年、ABC） - 司健二
- プロレスの星 アステカイザー（1976年 - 1977年、NET） - 主演・アステカイザー / 鷹羽俊
- 火曜劇場 / 幸福のとき（1977年、NTV） - 大塚
- 殺人の棋譜（1978年、CX）
- コメットさん 第20話「乙女座のクラスメート」（1978年、TBS） - 愛田誠
- 旅がらす事件帖 第19話「道中奉行を殺せ!」（1981年、KTV） - 多市
- 想い出づくり。（1981年、TBS） - 大沢良一郎
- ザ・サスペンス / 陽のあたる場所（1982年、TBS）
- 炎の天狐 トチオンガーセブン（2017年、UX） - 山古志博士

### 映画
- 特ダネ三十時間 笑う誘拐魔 曲り角の女（1960年、東映）
- ちいさこべ（1962年、東映）
- しろばんば（1962年、日活） - 主演・伊上洪作
- 無法松の一生（1963年、東映） - 吉岡敏雄
- 武士道残酷物語（1963年、東映） - 十次郎
- 人生劇場（1964年、日活）
- 戦争を知らない子供たち（1973年、東宝） - 主演・島田一郎
- 放課後（1973年、東宝） - 小宮克彦
- 大空のサムライ（1976年、東宝） - 野村一飛曹[5]
- ふりむけば愛（1977年、東宝） - 松下幸平
- 駅 STATION（1981年、東宝） - 昌一

### その他のテレビ番組
- 600 こちら情報部 （NHK） - リポーター